# Lego Pirates
Pirates er et Lego-tema, der blev lanceret i 1989, som indeholder pirater, soldater, ø-boere og sejlskibe. Temaet er i minifigur-skala, Duplo og 4+.

## Historie
De oprindelige Pirates-sæt inkluderede de første Lego minifigurer uden det traditionelle hoved, der blot har to øjne og et smil; de havde i stedet en række forskellige printede ansigter med hår, klap og skæg.
Sammen med piraterne blev Governor Broadsides blåklædte soldater lanceret til at kæmpe mod piraterne. Disse tropper var baseret på den franske flåde og marinesoldater fra kolonitiden, og blev kendt som "Imperial Soldiers" af fans, selvom de blev omtalt som "Governors" på s. 16 i det amerikanske katalog fra 1990. En tegneserie med titlen "The Gold Medallion" blev også udgivet dette år, samt en i Ladybird Book serien. Fra 1992-93 blev Governors gradvist erstattet af de rødfrakkede Imperial Guards, mens Governors-sæt der fortsat blev i produktion blev betragtet som en del af Guards. Både Governors og Imperial Guards brugte to krydsede kanoner under en krone som deres emblem.
Et undertema, der var løst baseret på polynesiske stammefolk, kaldet Islanders, der blev udgivet i 1994. I 1996 ændrede Lego Pirates-temaet til at blive mere spansk orienteret. Dette betød at Imperial Guards blev erstattet af Imperial Armada, der var baseret på den spanske armada. Piraterne fik også nye ansigter. I 1997 ophørte Lego med at producere Pirates-temaet.
De to sæt fra 1996 "Red Beard Runner" og "Armada Flagship", og sættet "Enchanted Island" fra 1994 blev gendugivet i 2001. Sættet "Black Seas Barracuda" fra 1989 blev opdateret og genudgivet i 2002 til serien Lego Legends. Pirattemaet blev gjort til en del af 4+-serien i 2004 og der blev lanceret piratsæt til Duplo i 2006.
Pirates blev genintroduceret i 2009 til deres 20-års jubilæum. Serien blev dog fulgt op af kun ét sæt året efter, for at gøre plads til licens-sæt fra Lego Pirates of the Caribbean, baseret på serien af samme navn.
I 2020 blev sættet 21322 Pirates of Barracuda Bay udgivet som en del af Lego Ideas. Sættet var inspireret af 6285 Black Seas Barracuda.
I 2023 udgav Lego sættet 10320 Eldorado Fortress i deres Icons-serie, og det er et klodsbygget redisgn af sættet 6276 fra 1989. Det er modulariseret, så det kan sættes sammen på flere måder..

## Sæt-liste

### Pirates (1989–1997, 2001–2002)
1989
| Nummer | Navn                                            | Minifigurer                                                   | Noter           |
| ------ | ----------------------------------------------- | ------------------------------------------------------------- | --------------- |
| 6235   | Buried Treasure (Bo'sun Will)                   | Pirate, Monkey                                                |                 |
| 6251   | Pirate Mini Figures                             | Pirate, Captain, 2 Imperial Soldiers, Parrot                  |                 |
| 6255   | Pirate Comic                                    | 2 Pirates                                                     |                 |
| 6257   | Castaway's Raft (Pirate's Raft)                 | 3 Pirates, Shark                                              |                 |
| 6270   | Forbidden Island (Pirate's Nest)                | 2 Pirates, Captain, 1 Imperial Soldier, Monkey, Parrot, Shark |                 |
| 6285   | Black Seas Barracuda (Pirate Ship "Dark Shark") | 6 Pirates, Female Pirate, Captain, Monkey, Parrot             | Genudgivet 2002 |

1990
| Nummer | Navn                                        | Minifigurer               | Noter |
| ------ | ------------------------------------------- | ------------------------- | ----- |
| 6260   | Shipwreck Island (Pirate's Treasure Island) | 2 Pirates, Monkey, Parrot |       |

1991
| Nummer | Navn                              | Minifigurer                                            | Noter |
| ------ | --------------------------------- | ------------------------------------------------------ | ----- |
| 1481   | Pirates Desert Island             | Pirate, Shark                                          |       |
| 6234   | Renegade's Raft (Pirate Castaway) | Pirate, Shark                                          |       |
| 6273   | Rock Island Refuge (Port Jamaica) | 3 Pirates, Female Pirate, Captain, 2 Imperial Soldiers |       |

1992
| Nummer | Navn                                      | Minifigurer                        | Noter |
| ------ | ----------------------------------------- | ---------------------------------- | ----- |
| 1464   | Pirate Lookout                            | Pirate                             |       |
| 1492   | Battle Cove                               | Pirate, Shark                      |       |
| 1696   | Pirate Lookout                            | Pirate                             |       |
| 1889   | Pirates Treasure Hold                     | Pirate, Monkey                     |       |
| 6258   | Smuggler's Shanty (Pirate's Palm Hideout) | 2 Pirates, 1 Imperial Guard, Shark |       |
| 6261   | Raft Raiders (Ironhook's Escape Craft)    | 2 Pirates, Captain, Shark          |       |

1993
| Nummer | Navn                                   | Minifigurer                                              | Noter |
| ------ | -------------------------------------- | -------------------------------------------------------- | ----- |
| 1970   | Pirates Gun Cart                       | 2 Pirates                                                |       |
| 6237   | Pirates' Plunder (Treasure Hunt)       | Pirate, Imperial Guard, Parrot                           |       |
| 6252   | Sea Mates                              | Pirate, Captain, 2 Imperial Guards, Monkey, Parrot       |       |
| 6268   | Renegade Runner (Sea Vulture)          | 3 Pirates, Captain                                       |       |
| 6286   | Skull's Eye Schooner (The Black Skull) | 7 Pirates, Female Pirate, Captain, Monkey, Parrot, Shark |       |

1994
| Nummer | Navn               | Minifigurer | Noter |
| ------ | ------------------ | ----------- | ----- |
| 1713   | Shipwrecked Pirate | Pirate      |       |
| 1733   | Shipwrecked Pirate | Pirate      |       |
| 1871   | Pirates Cannon     | Pirate      |       |
| 1873   | Pirates Treasure   | Pirate      |       |

1995
| Nummer | Navn           | Minifigurer                                           | Noter |
| ------ | -------------- | ----------------------------------------------------- | ----- |
| 1788   | Treasure Chest | Pirate, Captain, 2 Islanders, Crocodile               |       |
| 6254   | Rocky Reef     | 2 Pirates, Skeleton, Parrot                           |       |
| 6279   | Skull Island   | 3 Pirates, Captain, 2 Imperial Guards, Monkey, Parrot |       |

1996
| Nummer | Navn                            | Minifigurer                                    | Noter           |
| ------ | ------------------------------- | ---------------------------------------------- | --------------- |
| 1747   | Treasure Surprise               | Pirate                                         |                 |
| 1802   | Tidy Treasure                   | Pirate                                         |                 |
| 6232   | Skeleton Crew                   | Pirate, Skeleton                               |                 |
| 6248   | Volcano Island                  | Pirate, Skeleton                               |                 |
| 6289   | Red Beard Runner (The Marauder) | 6 Pirates, Captain, Monkey, Parrot, Shark      | Genudgivet 2001 |
| 6296   | Shipwreck Island                | 2 Pirates, Armada Soldier, Skeleton, Crocodile |                 |

1997
| Nummer | Navn                     | Minifigurer                                               | Noter |
| ------ | ------------------------ | --------------------------------------------------------- | ----- |
| 6249   | Pirates Ambush           | 2 Pirates, Armada Soldier, Crocodile                      |       |
| 6204   | Buccaneers               | Pirate, Captain, 2 Armada Soldiers, Skeleton              |       |
| 6250   | Cross Bone Clipper       | Pirate, Female Pirate, Captain                            |       |
| 6281   | Pirates Perilous Pitfall | 3 Pirates, 2 Armada Soldiers, Skeleton, Parrot, Crocodile |       |

2001-2002
| Nummer | Navn                 | Minifigurer                                       | Noter                |
| ------ | -------------------- | ------------------------------------------------- | -------------------- |
| 6290   | Red Beard Runner     | 6 Pirates, Captain, Monkey, Parrot, Shark         | Genudgivelse af 6289 |
| 10040  | Black Seas Barracuda | 6 Pirates, Female Pirate, Captain, Monkey, Parrot | Genudgivelse af 6285 |

### Pirates (2009–2010)
| Nummer | Navn                | Minifigurer                                                                        | Noter                                              |
| ------ | ------------------- | ---------------------------------------------------------------------------------- | -------------------------------------------------- |
| 6239   | Cannon Battle       | Pirate, Soldier                                                                    |                                                    |
| 6240   | Kraken Attackin'    | 2 Pirates, Parrot, Octopus                                                         |                                                    |
| 6241   | Loot Island         | Pirate, Castaway, Soldier, Crocodile                                               |                                                    |
| 6242   | Soldiers' Fort      | 3 Soldiers, Admiral, Pirate, Captain, Monkey, Crocodile                            |                                                    |
| 6243   | Brickbeard’s Bounty | 3 Pirates, Captain, 2 Soldiers, Admiral's Daughter, Mermaid, Monkey, Parrot, Shark |                                                    |
| 6253   | Shipwreck Hideout   | Pirate, Female Pirate, Captain, 2 Soldiers, Skeleton, Parrot                       | Limited Edition                                    |
| 8396   | Soldier's Arsenal   | Soldier                                                                            |                                                    |
| 8397   | Pirate Survival     | Pirate                                                                             |                                                    |
| 10210  | Imperial Flagship   | Admiral, Captain, 4 Soldiers, Admiral's Daughter, Pirate, Cook, Saw Shark, Rat     | Det største skib der nogensinde er udgivet af Lego |

### Pirates (2015)
| Nummer | Navn              | Minifigurer                                                                                              | Noter |
| ------ | ----------------- | --- | ----- |
| 40158  | Pirates Chess Set | 10 Pirates, 10 Bluecoat Soldiers                                                                         |       |
| 70409  | Shipwreck Defense | Pirate, Bluecoat Soldier, Fish                                                                           |       |
| 70410  | Soldiers Outpost  | Pirate, Bluecoat Soldier, Bluecoat Sergeant 1, Crab, Octopus                                             |       |
| 70411  | Treasure Island   | Pirate, Pirate Princess, Bluecoat Soldier, Crocodile, Parrot                                             |       |
| 70412  | Soldiers Fort     | Pirate, Pirate Gunner, Bluecoat Soldier, Governor, Governor's Daughter, Frog                             |       |
| 70413  | The Brick Bounty  | Pirate, Pirate First Mate, Pirate Cook, Captain, Admiral, Bluecoat Sergeant 2, Bluecoat Soldier, Sawfish |       |

### Juniors Pirates (2015)
| Nummer | Navn                 | Minifigurer             | Noter                                                |
| ------ | -------------------- | ----------------------- | ---------------------------------------------------- |
| 10679  | Pirate Treasure Hunt | Pirate, Skeleton, Shark | Det eneste Pirates-sæt i LEGO Juniors produktlinjen. |

### Imperial Soldiers (1989–1993)
| Nummer | Navn                                           | Released | Minifigurer                                   | Noter |
| ------ | ---------------------------------------------- | -------- | --------------------------------------------- | ----- |
| 6245   | Harbor Sentry (Governor Broadside's Boat)      | 1990     | Imperial Soldier                              |       |
| 6259   | Broadside's Brig (Governor Broadsides Prison)  | 1991     | 2 Imperial Soldiers, Pirate, Parrot           |       |
| 6265   | Sabre Island (Governors Bastion)               | 1990     | 3 Imperial Soldiers                           |       |
| 6267   | Lagoon Lock-Up (Soldiers Tavern)               | 1991     | 3 Imperial Soldiers, Pirate, Captain, Parrot  |       |
| 6274   | Caribbean Clipper (Governor's Ship "Sea Hawk") | 1989     | 3 Imperial Soldiers, Admiral                  |       |
| 6276   | Eldorado Fortress (Governor's Fort Sabre)      | 1989     | 5 Imperial Soldiers, Admiral, Pirate, Captain |       |

### Imperial Guards (1992–1995)
| Nummer | Navn                                 | Released | Minifigurer                           | Noter |
| ------ | ------------------------------------ | -------- | ------------------------------------- | ----- |
| 1795   | Imperial Cannon                      | 1994     | Imperial Guard                        |       |
| 1872   | Soldiers Forge                       | 1994     | 2 Imperial Guards                     |       |
| 6247   | Bounty Boat (Admirals Launch)        | 1992     | 2 Imperial Guards, Pirate             |       |
| 6263   | Imperial Outpost (Bastion)           | 1995     | 2 Imperial Guards, Admiral, Pirate    |       |
| 6266   | Cannon Cove (The Black Reef Bastion) | 1993     | 2 Imperial Guards, Pirate             |       |
| 6271   | Imperial Flagship (HMS Sea Lion)     | 1992     | 2 Imperial Guards, Admiral, Pirate    |       |
| 6277   | Imperial Trading Post (Port Royal)   | 1992     | 3 Imperial Guards, Admiral, 5 Pirates |       |

### Imperial Armada (1996–1997, 2001)
| Nummer | Navn                                        | Released | Minifigurer                | Noter                |
| ------ | ------------------------------------------- | -------- | -------------------------- | -------------------- |
| 6244   | Armada Sentry (Water Outpost)               | 1996     | Armada Soldier             |                      |
| 6280   | Armada Flagship (Armada Galleon/Santa Cruz) | 1996     | 2 Armada Soldiers, Admiral | Genudgivet 2001      |
| 6291   | Spaniard Ship (Armada Galleon)              | 2001     | 2 Armada Soldiers, Admiral | Genudgivelse af 6280 |

### Islanders (1994, 2001)
| Nummer | Navn                                      | Minifigurer                                                                     | Noter                |
| ------ | ----------------------------------------- | ------------------------------------------------------------------------------- | -------------------- |
| 6236   | King Kahuka (Indigo Chief's Throne)       | Chief                                                                           |                      |
| 6246   | Crocodile Cage (Crocodile Prison)         | Islander, Pirate, Parrot, Crocodile                                             |                      |
| 6256   | Islander Catamaran (Indigo Chief's Canoe) | Chief, Female Islander, Crocodile                                               |                      |
| 6262   | King Kahuka's Throne (Indigo Throne Cave) | Chief, 2 Islanders, 2 Pirates, Crocodile                                        |                      |
| 6264   | Forbidden Cove (Indigo Treasure Cave)     | 2 Islanders, Pirate, Captain, Parrot, Crocodile                                 |                      |
| 6278   | Enchanted Island (Indigo Island)          | 3 Islanders, Female Islander, Chief, Pirate, Captain, Monkey, Parrot, Crocodile | Genudgivet 2001      |
| 6292   | Enchanted Island                          | 3 Islanders, Female Islander, Chief, Pirate, Captain, Monkey, Parrot, Crocodile | Genudgivelse af 6278 |